# Eisenbahnunfall von Großheringen
Der Eisenbahnunfall von Großheringen war die Flankenfahrt eines Schnellzuges (D) in einen Personenzug (P) im Einfahrtsbereich des Bahnhofs Großheringen auf der Saalebrücke am 24. Dezember 1935. Bei dem Unfall starben 34 Menschen.

## Ausgangslage
Der Personenzug P 825 Erfurt–Leipzig hatte an diesem Tag eine Verspätung von 32 Minuten bei der Ankunft im Bahnhof Großheringen und fuhr dort planmäßig auf ein Überholungsgleis, um das Durchfahrtsgleis für den ihm folgenden, 34 Minuten verspäteten, FD 11 Frankfurt–Berlin freizugeben, der ihn hier überholen sollte. Bei der Ausfahrt musste der P 825 das Gleis der Gegenrichtung, das Gleis Halle–Erfurt, kreuzen. Der P 825 war bei dieser Fahrt durch das Halt gebietende Einfahrsignal aus Richtung Halle gegen Züge gedeckt, die aus Richtung Berlin kamen.
Der D 44 war von Berlin nach Basel über Frankfurt unterwegs. Am Unfalltag war der D 44 um fünf Tonnen schwerer als das Gewicht, für das die Fahrzeiten berechnet waren. Der Zug fuhr deshalb schon ab Berlin mit Vorspann. Obgleich der Zug ab Weißenfels ohne Vorspann, also nur mit der Stammlok, einer Dampflok der Baureihe 01, hätte weiterfahren können, verlangte der Lokführer dieser Maschine weiter Vorspann, weil seine Lokomotive nur noch wenig Wasser führte und die Pumpe nicht ordnungsgemäß arbeitete. Durch den an sich nicht notwendigen Wechsel der Vorspannlok in Weißenfels erhöhte sich die Verspätung des D 44 von sechs auf 16 Minuten.
Die sogenannte 16-Uhr-Reserve im Bahnhof Weißenfels wurde von der Lokomotive 38 3130 gestellt. Sie war mit einem Lokomotivführer und einem Aushilfsheizer besetzt. Der Aushilfsheizer erfüllte allerdings noch nicht die Voraussetzungen für den Schnellzugdienst. Obwohl mit der 17-Uhr- und der 18-Uhr-Reserve andere Maschinen mit für den Schnellzug-Einsatz qualifizierten Personalen zur Verfügung standen, wurde die Maschine der 16-Uhr-Reserve als Vorspann an den D 44 beordert. Der auf dem Bahnsteig anwesende Dienststellenvorsteher des Bahnbetriebswerks Weißenfels erkannte die Besatzung der Maschine, als sich die Maschine vor den Zug setzte, äußerte aber keine Bedenken.

## Unfallhergang
Der Lokführer der Vorspannlok des D 44 war während der Fahrt wiederholt mit dem Heizen der Lok beschäftigt: Der Aushilfsheizer war damit überfordert, ausreichend Dampf für den vollbesetzten Schnellzug bei dessen hoher Geschwindigkeit und der ansteigenden Strecke zu erzeugen. Der Lokführer war so von der Streckenbeobachtung abgelenkt und übersah, dass das Einfahrtvorsignal zum Einfahrsignal des Bahnhofs Großheringen Halt erwarten anzeigte und daher zu bremsen gebot. Der Lokführer der Vorspannlok leitete zwar nach Erkennen des Halt zeigenden Einfahrsignals noch eine Schnellbremsung aus einer Geschwindigkeit von mehr als 90 km/h ein und gab Notsignale, brachte den Zug jedoch nicht mehr vor dem Gefahrenpunkt zum Halten. Der Schnellzug prallte dem Personenzug, der gerade das Einfahrtgleis aus Richtung Halle kreuzte, kurz nach 19 Uhr in die Flanke.

## Folgen

### Unmittelbare Folgen
34 Menschen starben, 25 sofort, 27 weitere wurden verletzt. Nahezu sämtliche Personen, die starben oder verletzt wurden, saßen in dem Personenzug. Eine Ausnahme war der Lokomotivführer der Vorspannlok, der ebenfalls verletzt wurde. Alle Reisenden des Schnellzuges blieben unverletzt.
Die Vorspann leistende Lokomotive 38 3130 des Schnellzuges und die dahinter laufende 01 021 wurden jeweils stark beschädigt, der übrige Schnellzug aber kaum. Mehrere Wagen des Personenzuges wurden zertrümmert, sechs wurden eine Böschung heruntergeschleudert, ein Wagenkasten, der sich vom Fahrgestell abhob, schob sich über die Vorspannlok und kam quer über dieser zu liegen. Teile eines Personenwagens wurden in die Saale geschleudert. Auch Fernmeldeleitungen wurden in großem Umfang beschädigt, die Beleuchtung des Bahnhofs Großheringen fiel aus.
Der D 44 setzte mit einer Ersatzlokomotive gegen 22 Uhr die Fahrt über das Gleis Berlin–München mit den vorderen drei Wagen des Schnellzuges und zwei Packwagen des P 825 fort. Einen Tag nach dem Unfall erreichte ein angefordertes Pionierbataillon aus Riesa die Unfallstelle und setzte zur Sicherung der Gefahrenstellen in der Saale mitgebrachte Pontons ein. Am 27. Dezember ab 15.30 Uhr war das Gleis Erfurt–Halle, ab 19.30 Uhr desselben Tages auch das Gleis Halle–Erfurt wieder befahrbar.

### Strafrechtliches Verfahren
In dem nach dem Unfall gegen die Lokomotivführer der Stammlok und der Vorspannlok geführten Strafverfahren wurden diese der fahrlässigen Tötung, fahrlässigen Körperverletzung, eines gefährlichen Eingriffs in den Bahnverkehr und der Beschädigung einer öffentlichen Zwecken dienenden Telegraphenanlage beschuldigt.
Im Strafprozess kam auch das Verhalten des Fahrdienstleiters des Bahnhofs Großheringen zur Sprache, der wusste, dass sich der D 44 näherte, dem P 825 aber gleichwohl die Ausfahrt freigab. Sein Verhalten sah das Gericht aber nicht als unfallverursachend an, weil die zur Ausfahrt zur Verfügung stehenden Zeit ausreichte, hätte es nicht eine unvorhersehbare Verzögerung bei der Abfahrt des P 825 gegeben und außerdem der vorgesehene Fahrweg des Zuges durch das Einfahrsignal gedeckt war.
Das Gericht konnte den genauen Punkt, an dem die Lokomotivführer die Bremse betätigten, nicht mehr ermitteln, jedoch feststellen, dass das Einfahrtvorsignal korrekt arbeitete. Der Lokomotivführer der Vorspannlok gab an, nach dem Vorbeifahren am Vorsignal zurückgeschaut zu haben und das Vorsignal als Fahrt frei erwarten gesehen zu haben. Der Lokomotivführer der Stammlok gab an, durch den Dampf der Vorspannlok das Vorsignal nicht erkannt zu haben. Beide sagten aus, gebremst zu haben, sobald sie das Einfahrtsignal in Haltstellung erkannt hatten.
Das Gericht ging in seinem Urteil davon aus, dass sich beide der vorgeworfenen Straftaten schuldig gemacht hatten und verurteilte den Lokführer der Stammlok zu einer Gefängnisstrafe von sieben Monaten, den Lokführer der Vorspannlok zu einer von einem Jahr und drei Monaten jeweils unter Anrechnung der Untersuchungshaft.